# Top Gear Pocket
Top Gear Pocket, (トップギア・ポケット Toppu Gia Poketto?) conocido en Europa como Top Gear Rally, es un videojuego de carreras desarrollado por Kemco y lanzado para la consola portátil Game Boy Color en 1999. Una secuela, "Top Gear Pocket 2", fue lanzada en 2000.

## Jugabilidad
Top Gear Pocket es un videojuego de carreras donde el jugador conduce autos de rally a través de una serie de pistas. A medida que el jugador gana carreras, se desbloquean nuevos coches y pistas. El juego cuenta con un total de 14 autos y ocho pistas. Las carreras pueden tener lugar en ciudades, sabanas, praderas y senderos nevados. Tanto los coches de dos ruedas como cuatro ruedas aparecen en el juego y el manejo de cada vehículo varía significativamente. El cartucho del juego cuenta con una función Rumble incorporada que vibra cuando el jugador choca contra otros autos o se desliza en la pista, pero no tiene batería para guardar el progreso del juego, por lo que debe usarse contraseñas para restaurar el juego a un estado específico. El juego también incluye un modo multijugador donde dos jugadores pueden competir entre sí. El Game Link Cable es necesario para el modo multijugador.

## Recepción
Top Gear Pocket fue el primer juego de Game Boy Color en introducir una función de rumble en Norteamérica. En Europa, el juego fue lanzado como "Top Gear Rally". La recepción crítica del juego fue en general mixta. N64 Magazine lo criticó por su falta de desafío y variedad, afirmando que las pistas son "una mezcla de rectas "laaaaargas" o curvas bastante simples", pero destacó sus gráficos y sensación de velocidad. Por el contrario, Computer and Video Games consideró que el juego era muy desafiante, afirmando que los jugadores podrían sentir "frustración y alegría en igual medida". IGN comentó que los gráficos son nítidos y claros y que el juego "crea una sensación de movimiento muy realista".
La revista francesa de videojuegos "Consoles +" elogió la función de vibración del juego, afirmando que mejora significativamente la experiencia de juego. La revista oficial española de Nintendo "Nintendo Acción" estuvo de acuerdo, pero criticó el manejo del coche y su pequeño tamaño.